# Rue Albert-Perdreaux
La rue Albert-Perdreaux est voie de communication limitrophe des communes de Chaville dans les Hauts-de-Seine, et de Vélizy-Villacoublay dans les Yvelines, en France.

## Situation et accès

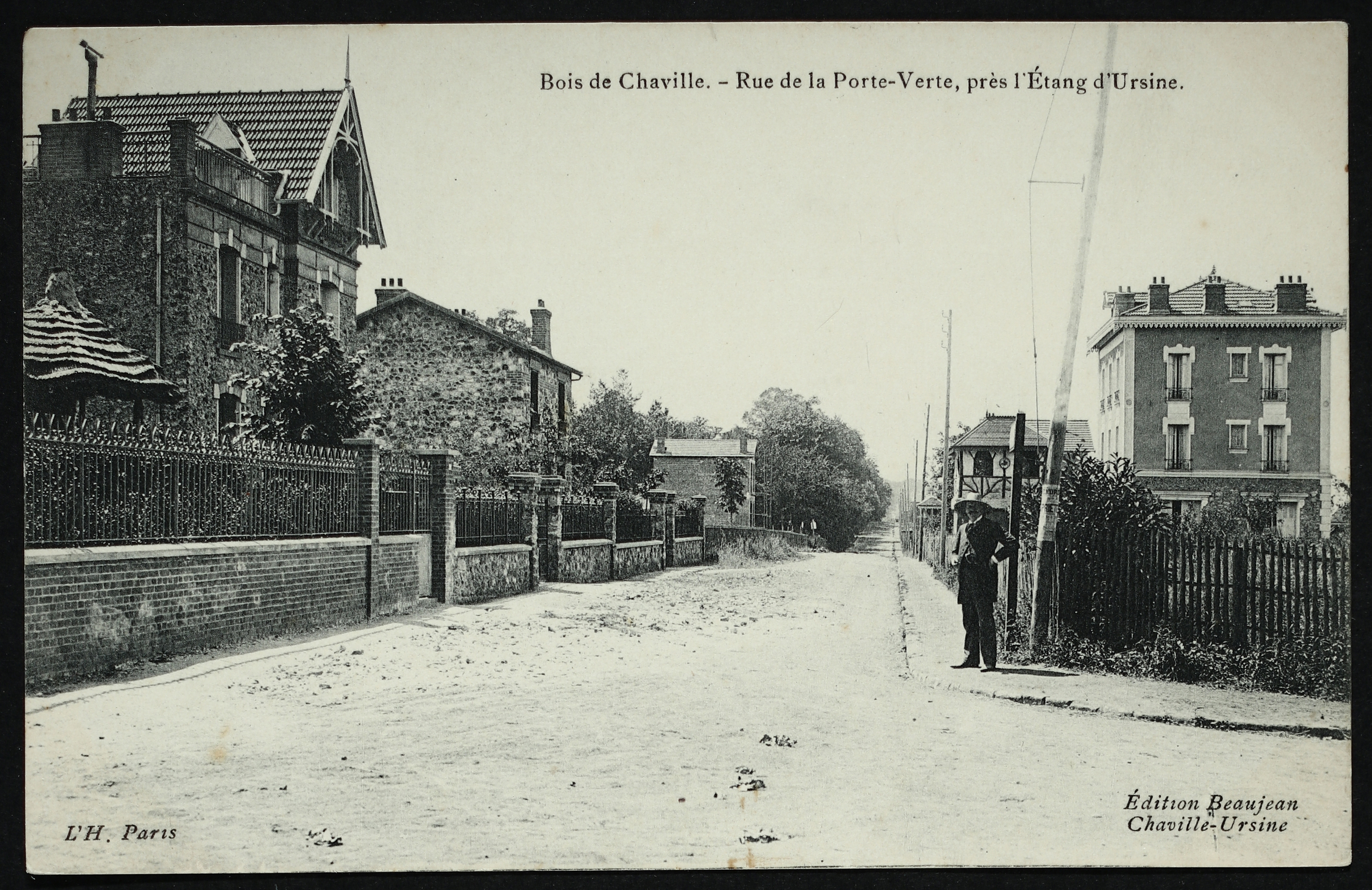
Rue de la Porte-Verte, près l'Etang d'Ursine.

Cette rue commence à la limite de Viroflay, dans l'axe de la route du Pavé-de-Meudon. Rencontrant notamment la rue Jean-Jaurès et la rue Jules-Ferry, elle se termine à l'étang d'Ursine, au carrefour de la rue d'Ursine et de la rue Paul-Doumer à Vélizy-Villacoublay. Elle est desservie par la gare de Chaville - Vélizy.

## Origine du nom

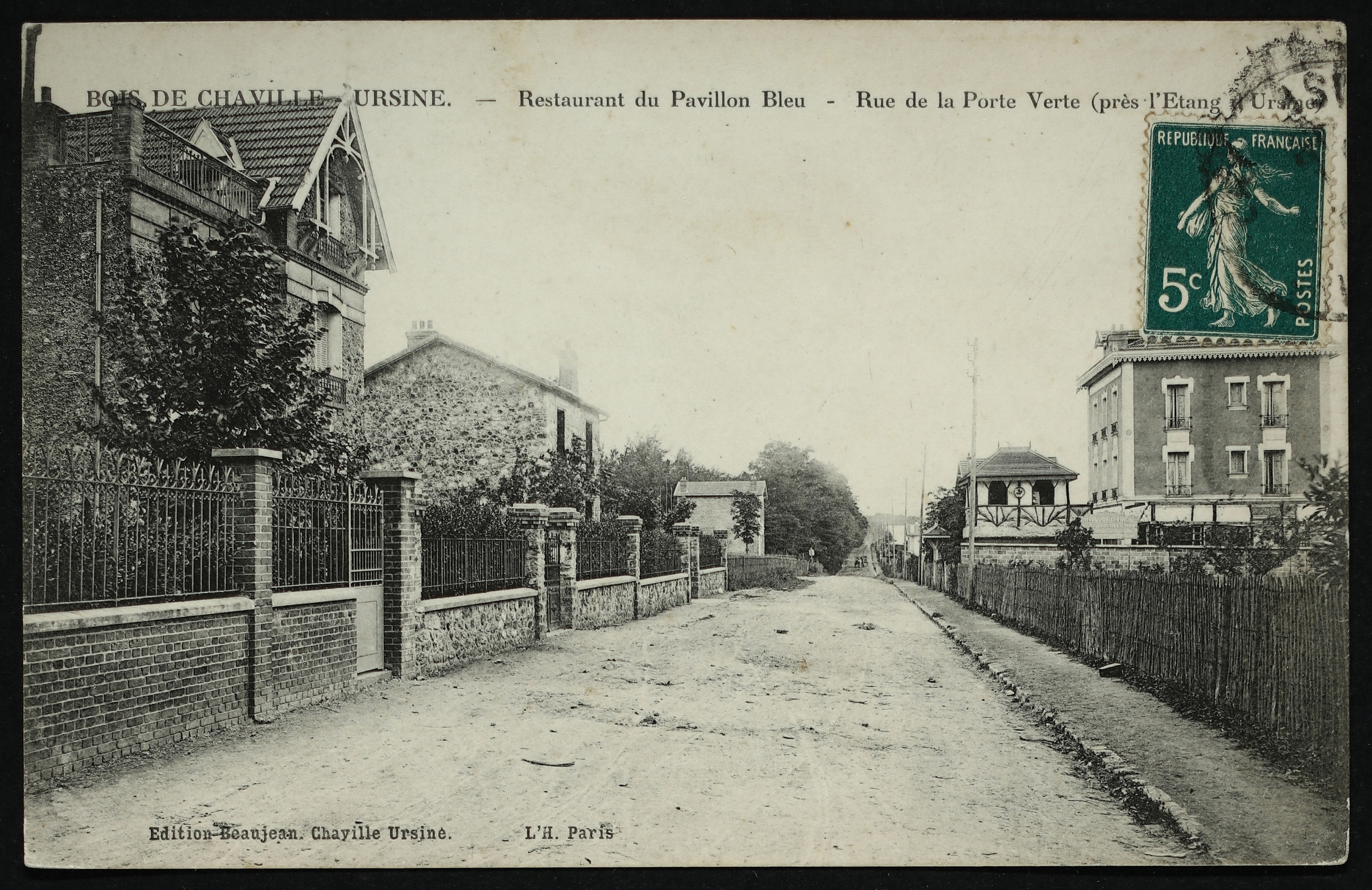
Chaville - Restaurant du Pavillon Bleu - Rue de la Porte-Verte.

À la suite d'une délibération du conseil municipal du 13 juin 1935, elle reçoit le nom d'Albert Perdreaux (1897-1934), militant communiste, retrouvé mort le 12 février 1934 à Chaville, dans les suites de la crise du 6 février 1934. Selon certaines sources, sa mort serait accidentelle. Pendant l'occupation allemande, elle reprit son nom ancien nom, mais celui d'Albert Perdreaux lui fut rendu en 1946.
Les plaques tout d'abord posées, qui portaient la mention « tué le 12 février 1934, victime du fascisme », disparurent dans les années 1960.  Il est enterré au cimetière de Chaville.

## Historique

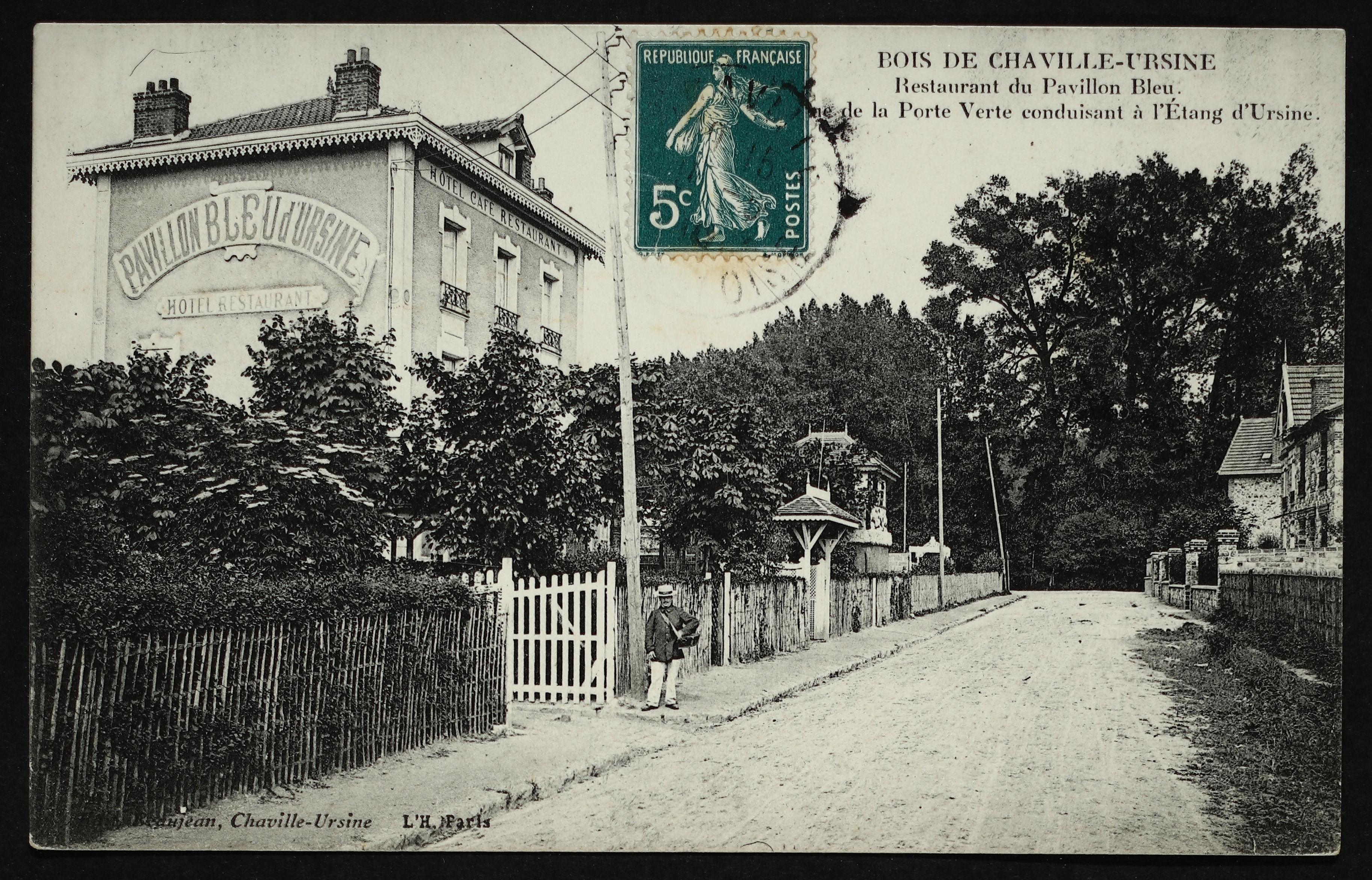
Restaurant du Pavillon Bleu, rue de la Porte Verte conduisant à l'Etang d'Ursine.

L'ancien chemin forestier de la Porte-Verte fut acquis par la ville en 1932, pour faire partie de la voirie communale. Le nom de rue de la Porte-Verte lui fut alors donné par deux délibérations du conseil municipal, les 25 mai et 11 décembre 1932.

## Bâtiments remarquables et lieux de mémoire
- L'aviateur Gaston Robert Armand Audonnet y vécut[8].